# Københavns økonomi
Københavns økonomi omhandler de økonomiske aktiviteter i byen København.
København er som Danmarks største byområde et naturligt økonomisk kraftcenter for landet, men også for det sydlige Sverige spiller byområdet en vigtig økonomisk rolle, da København er centrum for Øresundsregionen, som er Nordens største metropolregion. Øresundsregionen dækker 20.649 km² i Danmark og Skåne og omfatter 3,8 mio. indbyggere (2013), heraf 2,5 mio. (2010) i Danmark.
Flere af de største danske virksomheder har hovedsæder i byområdet; specielt virksomheder inden for den farmaceutiske industri (Novo Nordisk, Lundbeck, Ferring m.fl.) og skibsfart (A.P. Møller-Mærsk, Torm, D/S Norden, J. Lauritzen) er vigtige for områdets økonomi. Ligeledes præger flere store finansielle koncerner sammen med Nationalbanken det centrale København herunder Danske Bank, Nordea Bank Danmark og Nykredit. Carlsberg og ISS er andre store selskaber, der har hovedsæde i København.
Offentlige arbejdspladser er også vigtige for Københavns økonomi, hvoraf de største er Københavns kommune og Region Hovedstaden, med hhv. ca. 45.000 og ca. 40.000 ansatte.

## Naturressourcer
Der er ikke ret mange naturressourcer i det område København dækker, og de få naturressourcer der er, giver i dag kun et begrænset bidrag til Københavns økonomi.
En af de naturressourcer der udnyttes er udvinding af grundvand til drikkevand. Ligeledes foregår der begrænset udvinding af varmt vand fra undergrunden til energi. På Middelgrunden og på Prøvestenen i vandet øst for København, samt på Avedøre Holme mod syd står en række vindmøller, som udnytter vindenergien. Ved udgangen af 2016 havde Københavns Kommune 10,6 MW opstillet og Hvidovre Kommune 2,0 MW opstillet.
I middelalderen var sildefiskeriet altafgørende for Københavns økonomi, mens fiskeriet i dag kun er en fritidsbeskæftigelse. Tidligere har der også været etableret vandmøller, fx langs Mølleåen i Lyngby, der udnyttede energien i strømmende vand. Her lå tidligere minimum ti forskellige vandmøller. Vandets fald er dog ikke stort nok i Københavnsområdet til at det i dag kan svare sig at udnytte dette industrielt og de resterende vandmøller bruges nu til museumsformål, fx ved Brede Værk. Der har også tidligere været udvinding af ler til tegl-produktion. Teglværksholmen i Københavns Sydhavn er fx opkaldt efter denne produktion.

## Virksomheder
Indtil midten af 1900-tallet var København præget af en række store industrielle virksomheder som Burmeister & Wain og Dansk Sojakagefabrik. København var ligeledes udgangspunkt for C.F. Tietgens omfattende netværk af virksomheder (Privatbanken, Det Store Nordiske Telegrafselskab, De Danske Spritfabrikker m.fl.). Fra anden verdenskrigs afslutning er den tunge industri flyttet uden for byen eller helt ud af landet, og København er i højere grad blevet en vidensby.
I dag har flere af de største danske virksomheder hovedsæder i København; specielt virksomheder inden for den farmaceutiske industri (Novo Nordisk, Lundbeck, Ferring m.fl.) og skibsfart (A.P. Møller-Mærsk, Torm, D/S Norden, J. Lauritzen) er vigtige for områdets økonomi. Ligeledes præger flere store finansielle koncerner sammen med Nationalbanken det centrale København herunder Danske Bank, Nordea Bank Danmark og Nykredit. Carlsberg og ISS er andre store selskaber, der har hovedsæde i København.
Med sine 23.000 ansatte på én adresse er Københavns Lufthavn Københavns og Danmarks største arbejdsplads. Det er dog kun omkring 2.000, der er ansat i Københavns Lufthavne A/S; resten er beskæftiget i andre af de cirka 500 virksomheder, der driver forretning i lufthavnen.
Erhvervsområderne er fordelt i flere store områder i København. Indre by har en række finansielle koncerner og en lang række detailhandelsbutikker. I den vestlige og nordvestlige del af København, ligger der i Ballerup, Herlev og Glostrup store arealer udlagt til erhvervsområder, hvor mange mellemstore og store virksomheder har deres kontorer.
Selve produktionen af varer ligger dog ofte udenfor byen, eller i andre dele af landet. Carlsbergs danske produktion ligger fx primært i Fredericia og Novo Nordisks danske produktion i Kalundborg.
Forholdet mellem små og store virksomheder er i København stort set som på landsplan. Internt i København er der dog store forskelle. Københavns kommune ligger stort set som på landsplan, Gentofte kommune har markant flere helt små enkeltmandsfirmaer, mens områder som Ballerup og Glostrup har flere virksomheder med mere end 100 ansatte.

### Erhvervsklynger
Københavnsområdet er hjemsted for en håndfuld stærke forretningsklynger inden for områderne biotek, cleantech, shipping og finans/IT.
Klyngerne inden for biotech og cleantech har mange overlap, inden for f.eks. biomasseproduktion. Begge klynger støttes af klyngeorganisationer til vækst og fremme af industrierne. Inden for biotech er bl.a. virksomheder som Novo Nordisk og Lundbeck samlet i klyngeorganisationen Medicon Valley og inden for cleantech/miljøteknologi er det CLEAN. Sidstnævnte regnes som en af de stærkeste i verden, blandt andet som følge af årlige vækstrater på over 10 % indenfor eksport.
Indenfor shipping er aktiviteterne samlet i The Danish Maritime Cluster, der har center i København. Det er en af verdens førende maritime klynger, og står for 24 % af Danmarks eksport og 10 % af den samlede danske produktion. Klyngen som helhed beskæftiger 80.000 mennesker i selve virksomhederne og 35.000 i relaterede erhverv, hvoraf størstedelen findes i de store shipping-firmaer i København. Klyngen har en lang række partnere indenfor uddannelse og forskning, herunder blandt andre CBS, Københavns Universitet og DTU.  Organiseringen af klyngen ledes af Maritime Development Center og Europe, som også er lokaliseret i byen.
Indenfor finans-IT har man ligeledes en erhvervsklynge. Mens finans og IT udgør 5 % af Danmarks generelle beskæftigelse, er tallet 14 % for Region Hovedstaden. Siden 2009 har man i organisationen Copenhagen FinTech forsøgt at udvikle og fastholde branchen i regionen. En af udfordringerne er, at 50 % af arbejdspladserne i sektoren er risikoudsat i forhold til outsourcing, mod 25 % for servicesektoren generelt. Medlemmerne i klyngeorganisationen tæller bl.a. Danske Bank, Finansforbundet, PwC og Københavns Kommune.

## Offentlig økonomi
Den centrale del af centraladministrationen for Danmark er placeret i København, hvor de fleste ministerier har kontorer på eller i området omkring Slotsholmen. Ligeledes er de fleste styrelser placeret i Københavnsområdet. Omkring 90.000 af de statslige arbejdspladser ligger i Hovedstadsområdet, heraf 58.000 i de centrale dele.
Regeringen Lars Løkke Rasmussen II besluttede i 2015 at der skulle foretages en udflytning af statslige arbejdspladser væk fra København og ud i resten af landet. I 2018 kom runde to af udflytningen. I alt ca. 8.000 arbejdspladser er planlagt at skulle udflyttes, hvoraf ca 4.900 er udflyttet i 2019.
De forskellige kommunale administrationer har ligeledes mange ansatte, hvoraf Københavns kommune og Region Hovedstaden, med hhv. ca. 45.000 og ca. 40.000 ansatte er de største. En anden stor kommunal arbejdsgiver er Frederiksberg kommune med 7.000 ansatte.

## Detailhandel
Strøget og Købmagergade er de to største shoppinggader med de største og mest almindelige butikker, mens mange af sidegaderne har de mere "skæve" butikker. I brokvartererne fungerer især hovedgaderne, som Nørrebrogade, Amagerbrogade og Østerbrogade ud fra centrum som traditionelle handelsgader.
I det centrale København ligger stormagasinerne Magasin du Nord, Illum og Illums Bolighus, mens indkøbscentre findes flere forskellige steder i byen med Fields i Ørestad, City 2 i Taastrup og Fisketorvet ved Dybbølsbro som de største. I de centrale bydele tæller andre centre bl.a. Amager Centret, Frederiksberg Centret, Nørrebro Bycenter og Spinderiet i Valby, ligesom Københavns Hovedbanegård og Københavns Lufthavn også rummer en del butikker. I de ydre dele af byen findes bl.a. Lyngby Storcenter, Glostrup Storcenter og Rødovre Centrum.

## Turisme
Ifølge turistorganisationen Wonderful Copenhagen var antallet af hotelovernatninger i hovedstadsregionen i 2016 10,1 mio., hvilket er en stigning på 4% fra året før.
Fremgangen i hovedstadens hotelovernatninger var først og fremmest båret af udenlandske overnatninger, som steg med ca. fem pct. sammenlignet med 2015/2016 sæsonen. Stigningen i antallet af danske hotelovernatninger i hovedstaden i samme periode var på 1,3 pct. De fleste udenlandske turister i København kommer fra Sverige, Storbritannien og Tyskland.

### Hoteller
I København findes fem 5-stjernede hoteller, herunder Hotel Nimb i Tivoli, Hotel Skt. Petri i Indre By, Radisson Blu Royal Hotel på Vesterbro og Copenhagen Marriott på Kalvebod Brygge. Hotel D'Angleterre på Kongens Nytorv, som ligeledes har fem stjerner, gennemgik i 2012-2013 en større ombygning og er nu genåbnet.
København har i alt 12 hoteller med flere end 300 værelser og Europas største vandrehjem, Danhostel Copenhagen City på Kalvebod Brygge, med i alt 1020 sengepladser. Byens - og Skandinaviens - største hotel er det 75 meter høje Bella Sky Comwell i Ørestad med i alt 812 værelser fordelt på to tårne. Radisson Blu Scandinavia Hotel ved Islands Brygge er med sine 86 meter og 26 etager Danmarks højeste hotel. 8 ud af Københavns 11 største hoteller er bygget i det 21. århundrede, hvorimod Admiral Hotel i Frederiksstaden, der åbnede i 1978, ligger i en bygning opført i 1787 og hotel d'Angletere har drevet hoteldrift siden 1755.

### Krydstogter
Siden 1990'erne har krydstogtturismen - lige som mange andre store havnebyer i Europa og resten af verden - været i betydelig vækst i København. I perioden 2005-2012 øgedes antallet af anløb med over 100, og antallet af passagerer næsten fordobledes i takt med, at tonnagen er blevet større.
I 2017 er Københavns havn igen nomineret til bedste krydstogtsdestination i Europa. København har tidligere vundet prisen fem gange, i 2005, 2005, 2010, 2011 og 2012.
I Københavns Havn lægger krydstogtskibene til kaj i fire forskellige områder:
- Langeliniekaj: Den oprindelige krydstogtkaj der fortsat er i brug. 710 meter lang. Kan håndtere skibe på op til 300 meters længde.

- Nordre Toldbod: Siden Polensfærgen flyttede til Nordhavnen i 2004 har denne kaj håndteret krydstogtskibe på op til 200 meters længde.

- Frihavnen: Består af fire forskellige kajanlæg, der kan håndtere op til fem skibe ad gangen på hver 190-300 meters længde. Primært turn-around skibe, hvor passagererne starter og slutter krydstogtet i København.

- Nordhavnen: 1100 meter lang kaj, åbnet i 2014.

I 2016 lagde et krydstogtskib til kaj i Københavns Havn 309 gange med i alt 740.000 passagerer. Dermed er København Skandinaviens største krydstogthavn og Nordeuropas næststørste kun overgået af Southampton. København nyder bl.a. godt af sin strategiske beliggenhed i forhold til Baltikum og Østersøen, der er den næstmest besøgte krydstogtregion i Europa. Med både passagerernes og besætningsmedlemmernes forbrug i København, og rederiernes forbrug og omkostninger i havnen, estimeres krydstogtbranchen at udgøre en turismeøkonomisk omsætning på 1,2 mia. kr. i 2016.
| Krydstogtskibe i København | 2005    | 2006    | 2007    | 2008    | 2009    | 2010    | 2011         | 2012    | 2013                    | 2014    | 2015    | 2016.        |
| -------------------------- | ------- | ------- | ------- | ------- | ------- | ------- | ------------ | ------- | ----------------------- | ------- | ------- | ------------ |
| Antal anløb                | 282     | 280     | 289     | 301     | 334     | 307     | 368          | 372     |                         | 313     |         | 309          |
| Antal passagerer           | 428.000 | 458.000 | 509.000 | 560.000 | 675.000 | 662.000 | 820.000      | 840.000 |                         | 740.000 | 677.000 | 740.000      |
| Sæsonlængde                |         |         |         |         |         |         | 4/4 - 14/10  |         | 16/4 - 22/10 & 3.-26/12 |         |         |              |
| Omsætning                  |         |         |         |         |         |         | 827 mio. kr. |         |                         |         |         | 1,2 mia. kr. |